# Пчолинка
Пчолинка (словац. Pčolinka) — річка в Словаччині, права притока Цірохи, протікає в окрузі Снина.
Довжина — 18.5 км. Витік знаходиться в масиві Буковський Врх — на висоті 640 метрів. Протікає територією  сіл Паризівці і Пчолинне та міста Снина. Впадає річка Пихнянка.
Впадає у  Ціроху на висоті 208 метрів.